# Quintuplet premier
Un quintuplet premier est une suite de cinq nombres premiers consécutifs de la forme {\displaystyle (p,p+2,p+6,p+8,p+12)} ou {\displaystyle (p,p+4,p+6,p+10,p+12)}. Toute suite de cinq nombres premiers consécutifs d'écarts entre eux minimaux est de l'une de ces deux formes, en dehors de (2, 3, 5, 7, 11) et (3, 5, 7, 11, 13).

## Quintuplet de nombres premiers distants d'écarts minimaux constants
Un quintuplet premier contient toujours un quadruplet premier {\displaystyle (p,p+2,p+6,p+8)}. Le cinquième terme ajouté est :
- soit {\displaystyle p+12} à droite  (première forme),
- soit {\displaystyle p-4} à gauche (seconde forme).

### Propriétés des quintuplets de nombres premiers distants d'écarts minimaux constants
Un quintuplet premier contient :
- deux couples de nombres premiers jumeaux proches : «{\displaystyle (p,p+2)}» et «{\displaystyle (p+6,p+8)}», formant un quadruplet premier
- trois triplets premiers se chevauchant partiellement :  «{\displaystyle (p,p+2,p+6)}», «{\displaystyle (p+2,p+6,p+8)}», «{\displaystyle (p+6,p+8,p+12)}» dans le cas de la première forme ou  «{\displaystyle (p-4,p,p+2)}», «{\displaystyle (p,p+2,p+6)}», «{\displaystyle (p+2,p+6,p+8)}» dans le cas de la seconde forme.

### Liste de quintuplets premiers
Les dix plus petits quintuplets premiers de la première forme (ajout d'un terme p + 12 à droite d'un quadruplet) sont :
- (5, 7, 11, 13, 17) ;
- (11, 13, 17, 19, 23) ;
- (101, 103, 107, 109, 113) ;
- (1 481, 1 483, 1 487, 1 489, 1 493) ;
- (16 061, 16 063, 16 067, 16 069, 16 073) ;
- (19 421, 19 423, 19 427, 19 429, 19 433) ;
- (21 011, 21 013, 21 017, 21 019, 21 023) ;
- (22 271, 22 273, 22 277, 22 279, 22 283) ;
- (43 781, 43 783, 43 787, 43 789, 43 793) ;
- (55 331, 55 333, 55 337, 55 339, 55 343).

La suite des premiers termes : 5, 11, 101, 1 481, ... est référencée  A022006 dans l'OEIS.
Les onze plus petits quintuplets de nombres premiers de la seconde forme (ajout d'un terme p – 4 à gauche d'un quadruplet) sont :
- (7, 11, 13, 17, 19) ;
- (97, 101, 103, 107, 109) ;
- (1 867, 1 871, 1 873, 1 877, 1 879) ;
- (3 457, 3 461, 3 463, 3 467, 3 469) ;
- (5 647, 5 651, 5 653, 5 657, 5 659) ;
- (15 727, 15 731, 15 733, 15 737, 15 739) ;
- (16 057, 16 061, 16 063, 16 067, 16 069) ;
- (19 417, 19 421, 19 423, 19 427, 19 429) ;
- (43 777, 43 781, 43 783, 43 787, 43 789) ;
- (79 687, 79 691, 79 693, 79 697, 79 699) ;
- (88 807, 88 811, 88 813, 88 817, 88 819).

La suite des premiers termes : 7, 97, 1 897,... est référencée  A022007 dans l'OEIS.
On ignore s'il existe un nombre infini de tels quintuplets.